# ВП (воздушный прицеп)
ВП (воздушный прицеп) или Изделие «Б» — проект создания авиационного прицепа.

## Идея
Задачей планёрного прицепа, закреплённого за самолётом, было увеличение грузоподъёмности. Проект планировался без особых изменений конструкции самолёта-носителя и при отсутствии экипажа в самом прицепе. Предлагались две концепции создания «ВП», по первой после сбрасывания рассматривался как обычный летательный аппарат (ЛА), который после отцепления должен обладать достаточной устойчивостью для непродолжительного полёта и посадки; по второй концепции авиаприцеп рассматривался как ЛА, не обладающий продольной устойчивостью.

## Экономика
Стоимость строительства подобного авиаприцепа предполагалась значительно меньшей, чем стоимость строительства нового самолёта или отдельного планёра, а само строительство — значительно проще и быстрее. Другим достоинством прицепа была возможность летать в плохих погодных условиях и ночью. Также предусматривалась возможность отцепить прицеп в полёте.